# Amphixystis habryntis
Amphixystis habryntis är en fjärilsart som beskrevs av Edward Meyrick 1930. Amphixystis habryntis ingår i släktet Amphixystis och familjen äkta malar. Inga underarter finns listade i Catalogue of Life.